# Fabrizio Campanelli
Fabrizio Campanelli (Livorno, 22 novembre 1973) è un compositore italiano.

## Biografia
Vive in Italia, e lavora presso Candle Studio a Milano, da lui stesso fondata.
È autore delle musiche di numerose campagne pubblicitarie, documentari e film tra cui Solo un padre, per il quale riceve la nomination al David di Donatello 2009 e al Nastro d'Argento 2009 per la migliore canzone originale con Per fare a meno di te, interpretata da Giorgia e Come diventare grandi nonostante i genitori, per il quale riceve la nomination al David di Donatello 2017 per la miglior canzone originale con I Can See the Stars interpretata da Leonardo Cecchi, Eleonora Gaggero e Beatrice Vendramin.

## Filmografia

### Cinema
- Solo un padre, regia di Luca Lucini (2008)

- Nemiche per la pelle, regia di Luca Lucini (2016)
- Come diventare grandi nonostante i genitori, regia di Luca Lucini (2016)
- Centoundici. Donne e uomini per un sogno grandioso, regia di Luca Lucini - cortometraggio (2021)
- Calcinculo, regia di Chiara Bellosi (2022)
- Io e mio fratello, regia di Luca Lucini (2022)

### Documentari
- Soy la otra Cuba, regia di Pierantonio Micciarelli (2013)

- Where Architects Live, regia di Francesca Molteni (2014)
- Fukushima: A Nuclear Story, regia di Matteo Gagliardi (2015)
- Gianni Berengo Gardin: My Life in a Click, regia di Max Losito (2016)
- SuperDesign. Italian Radical Design 1965 - 1975, regia di Francesca Molteni (2017)
- Il potere dell'archivio. Renzo Piano Building Workshop, regia di Francesca Molteni (2018)
- NEWMUSEUM(S). Stories of Company, Archives and Museums, regia di Francesca Molteni (2018)
- Balla - Il signore della luce, regia di Franco Rado (2021)